# Casablanca Challenger 1990
Il Casablanca Challenger 1990 è stato un torneo di tennis facente parte della categoria ATP Challenger Series nell'ambito dell'ATP Challenger Series 1990. Il torneo si è giocato a Casablanca in Marocco dall'8 al 14 ottobre 1990 su campi in terra rossa.

## Vincitori

### Singolare
Richard Krajicek ha battuto in finale  Sláva Doseděl con il punteggio di 7–6, 6–3

### Doppio
Juan Carlos Báguena /  Francisco Roig hanno battuto in finale  Sláva Doseděl /  Richard Krajicek con il punteggio di 6–4, 5–7, 7–5